# サロメア (福者)
福者サロメア（ポーランド語：Błogosławiona Salomea, 1211年/1212年 - 1268年11月27日）は、中世ポーランドの王女。ハールィチ（ガーリチ）の王カールマーンと結婚していたことから、1215年から1219年までハールィチ（ガーリチ）王妃であった。

## 生涯
サロメアはポーランド君主であるクラクフ公レシェク1世と、ルーツィク公イングヴァルの娘グジミスワヴァとの間に生まれた。彼女がまだ3歳のころ、ハンガリー王アンドラーシュ2世の息子カールマーンとの結婚が話し合われるようになった。サロメアの母親はハールィチ公国の統治者達と親戚関係にあり、サロメアとカールマーン双方の父親は同地域を支配しようと目論んでいたため、幼い2人が縁組ののちハールィチの国王夫妻となるという計画は、両家にとって利益になるものだった。1215年、4歳のサロメアは7歳のカールマーンと結婚式を挙げた。しかし1219年、ハンガリーとポーランドによるハールィチ統治は失敗に終わり、幼い国王夫妻は敵側に捕えられた。
1245年、未亡人となっていたサロメアはクララ修道会の修道女となった。彼女は聖女とみなされ、少なくとも結婚生活のあいだ純潔を保ち続けていたと言われている。彼女は1672年、教皇クレメンス10世によって列福された。サロメアの墓はクラクフにある。